# Cam (họ người)
Cam là một họ người ít phổ biến ở Trung Quốc và Việt Nam.

## Trung Quốc
Tại Trung Quốc, thực chất có 2 họ phát âm gần giống nhau là 淦 (bính âm: gàn) và 甘 (bính âm: gān).

### Họ Cam甘
Họ này thời Tống được xếp thứ 245 trong Bách gia tính. Họ này được xem là có nguồn gốc lâu đời, tuy nhiên có nhiều thuyết giải thích khác nhau.
1. Có thuyết cho rằng họ này xuất phát từ thời nhà Thương khi Vũ Đinh cùng một số quý tộc nhà Thương đến học tập tại Cam Bàn (甘盘). Về sau, hậu duệ những người này lấy tên đất làm họ.[1][2][3]
2. Một thuyết khác cho rằng họ này xuất phát từ thời Chu Tương Vương, khi Vương tử Cơ Đới được phong thái địa ở đất Cam, nên còn được gọi là Cam công Đới. Hậu duệ của Vương tử Đới về sau lấy tên đất mà làm họ.

Một số nhân nhân vật nổi bật mang họ này như:
- Cam La, thần đồng thời Chiến Quốc
- Cam Ninh, tướng lĩnh nước Ngô thời Tam Quốc
- Cam phu nhân, người thời Tam Quốc, vợ của Lưu Bị.
- Cam Huy, bộ tướng của Trịnh Thành Công
- Cam Nãi Uy, chính khách Hồng Kông
- Cam Thiêm Quý, chuyên gia hình pháp Đài Loan
- Cam Việt Hoàng, Vương tử thời Chu từ Trung Quốc sang đất Việt định cư lập nghiệp, phát triển họ Cam 淦

Họ này được cho là xuất hiện từ thời Tống, và cũng có nhiều thuyết khác nhau giải thích sự hình thành.
1. Thuyết cho rằng thời Bắc Tống có một người họ Kim, được Tống Cao Tông cho thêm bộ Thủy vào chữ Kim (金) thành ra họ Cam (淦).[4]
2. Truyền thuyết dân gian kể vào thời Nam Tống có chí sĩ họ Kim dân thư lên triều đình thỉnh cầu chống quân Kim, được triều đình cho đổi sang họ Cam để tránh nhầm lẫn.

Đại bộ phận họ này có tổ tịch ở huyện Vĩnh Tu, tỉnh Giang Tây (Trung Quốc).

## Việt Nam
Dòng họ Cam Việt Nam hiện nay tập trung đông ở thôn Khoan Tế, xã Đa Tốn, Gia Lâm, Hà Nội. Một chi nhỏ ở thôn Cẩm Cơ, Hồng Vân, Thường Tín, Hà Nội. Ngoài ra, người Tày cũng có họ Cam nhưng không phổ biến.